# Антощенко-Оленєв Валентин Йосипович
Валенти́н Йо́сипович Анто́щенко-Оле́нєв (18 червня (1 липня) 1900, с. Велика Павлівка Полтавської губернії, нині Зіньківського району Полтавської області (або Кронштадт) — червень 1984, Алмати) — казахський графік та сценограф. Заслужений діяч мистецтв Казахстану (1965), член Спілки художників СРСР (1957).
В'язень сталінських концтаборів.

## Біографічні дані
Навчався в Рисувальній школі Товариства сприяння мистецтву в Петрограді у Миколи Реріха (1916). 1918 року у Вітебську навчався в Марка Шагала. Ось як цей період описує мистецтвознавець Борис Крепак:
| «Після Жовтневого перевороту нарком освіти Анатолій Луначарський призначив Шагала «уповноваженим у справах мистецтва Вітебська та Вітебської губернії… з правом організовувати художні школи, музеї, виставки, лекції та доповіді з мистецтва». По революційному Вітебську він ходив у косоворотці, зі шкіряним портфелем під пахвою, а поруч важно простував його тілоохоронець, юний Валентин Антощенко-Оленєв, у матроському бушлаті, підпоясаний кулеметною стрічкою та з револьвером… Він мені багато розповідав про цей період Шагалових діянь з революційної перебудови мистецтва й освіти». |
Навчався у Вищих художньо-технічних майстернях, на робітничому факультеті мистецтв і в студії Міганджіана в Москві (1925–1928).
До 1938 року — художник газети та книжкових видавництв у Кзил-Орді та Алма-Аті.
Заарештований 13 березня 1938 року, 14 листопада засуджений до 10 років таборів з наступною поразкою у правах на 5 років. Термін відбував на Колимі, табірний пункт Ягодноє та інші. Звільнений у березні 1948 року та прийнятий художником до видавництва «Радянська Колима» (рос. «Советская Колыма»).
В 1955 році магаданські художники на своїх організаційних зборах вирішили провести першу обласну виставку. В рамках підготовки до її проведення при Будинку народної творчості було створено вечірню студію малюнку та живопису, керувати якою запросили Антощенко-Оленєва. У лютому 1956 року відбувся перший творчий звіт студійців. Пізніше був сценографом Магаданського музично-драматичного театру імені Максима Горького. Реабілітований 1957 року. Від 1958 року жив в Алма-Аті.

## Творчість
Основні твори — станкові гравюри, книжкові ілюстрації, плакати. Створював портрети відомих діячів, ілюстрував книги для видавництв.
З творчими відрядженнями побував у Фінляндії, Афганістані, Індії, Японії. З поїздок привозив численні етюди, малюнки, на основі яких, створював серії гуашей, акварелей, ліногравюр. Твори на східну тематику відзначаються високою культурою виконання, декоративністю і монументальністю форми.
Учасник виставок у Москві (з 1927), Алмати (з 1935), Магадані, Іркутську (1956), Ленінграді (1958), Ташкенті, Кустанаї (1958), Караганді; персональні — в Алмати (1962), Москві (1966). Окремі роботи зберігаються в музеях Казахстану.

### Шевченківська тема
Автор станкових ліногравюр на шевченківські теми:
- «Думи мої, думи» (1961),
- «У неволі» (1961),
- «Солдатський хліб» (1964),
- «Шевченко і Каракоз» (1964),
- «Вставайте, кайдани порвіте і вражою злою кров'ю волю окропіте…» (1964),
- «Повстання» (1964).

## Електронні ресурси
- Антощенко-Оленев Валентин Иосифович (1900) [Архівовано 9 жовтня 2021 у Wayback Machine.]
- Антощенко-Оленев Валентин Иосифович. Жизнь и творчество [Архівовано 9 жовтня 2021 у Wayback Machine.]